# Unité matériaux et transformations
Vous pouvez aider à l'améliorer ou bien discuter des problèmes sur sa page de discussion.
- Il ne s’appuie pas, ou pas assez, sur des sources secondaires ou tertiaires. (Marqué depuis février 2014)
- Il doit être débarrassé d’une partie de son jargon. Sa qualité peut être largement améliorée en utilisant un vocabulaire directement compréhensible par le plus grand nombre. (Marqué depuis janvier 2022)
- Il cherche trop à mettre son sujet en valeur en recourant immodérément au name dropping. Modifiez l'article pour lui faire adopter un ton neutre. (Marqué depuis janvier 2022)

- Archive Wikiwix
- Bing
- Cairn
- DuckDuckGo
- E. Universalis
- Gallica
- Google
- G. Books
- G. News
- G. Scholar
- Persée
- Qwant
- (zh) Baidu
- (ru) Yandex
- (wd) trouver des œuvres sur Wikidata

L’UMET (Unité Matériaux et Transformations) est un laboratoire de recherche créée en 2010 lors de la refonte des UMR lilloises antérieures, spécialisé en science des matériaux (au sens large). 
Liée à l'Université de Lille, à l'École nationale supérieure de chimie de Lille ainsi qu'au CNRS, l’UMET fait partie avec le LASIR[Quoi ?] et Laboratoire de catalyse de Lille des principaux laboratoires de la fédération de recherche Michel-Eugène Chevreul (FR 2638), Institut des molécules et de la matière condensée de Lille. L'unité est située sur le campus Cité scientifique de l'Université de Lille, principalement dans le bâtiment C6. 

## Thèmes de recherche
Les travaux conduits dans ce laboratoire visent autant des applications industrielles que la compréhension de processus physiques élémentaires.
« Les domaines d’étude incluent les matériaux à usage mécanique, les matériaux thérapeutiques, les matériaux biocompatibles, le traitement et la fonctionnalisation des surfaces, le comportement sous irradiation, sous déshydratation et sous broyage, le comportement au feu, les revêtements de céramiques ultralégères, jusqu’à la compréhension du comportement des minéraux du manteau terrestre ou ceux d’environnements extraterrestres ».
Le laboratoire couvre autant des thèmes fondamentaux que des thèmes transversaux (visant par exemple les impacts environnementaux, sociaux et économiques). 

## Structuration en six équipes de recherche
Le laboratoire s'articule autour de 6 équipes travaillant respectivement sur les thèmes :

### 1) Matériaux moléculaires et thérapeutiques (MMT)
« c'est une des seules équipes de physiciens des matériaux, au niveau international, à développer une activité d'investigation large à l'interface avec la pharmacie et l'agrochimie »

### 2) Matériaux Terrestres et Planétaires (MTP)
Les recherches menée dans l’équipe Matériaux Terrestres et Planétaires portent sur l’évolution des matériaux terrestres et planétaires. L’équipe applique les concepts, outils et méthodes de Science des Matériaux à des problématiques concernant l’origine et l’évolution des planètes. 

### 3) Plasticité (Pl)
L’équipe Plasticité applique les concepts, outils et méthodes de Science des Matériaux et de Métallurgie Physique à des problématiques liées à la dynamique des intérieurs planétaires. 
En lien avec les universités de Montpellier et de Metz, elle a récemment mis au jour un nouveau mécanisme explicatif de l'écoulement des roches dans le manteau terrestre s'appuyant sur la prise en compte de « défauts cristallins, jusqu’ici ignorés » (dislocations, ou désinclinaisons), permettant de mieux comprendre le « paradoxe de la déformation de l’olivine » » et  « la dynamique de l’intérieur de notre planète, de l’échelle atomique à celle des vastes mouvements de convection qui brassent le manteau ».

### 4) Ingénierie des systèmes polymères (ISP)
Cette équipe est spécialisée dans le domaine des polymères, tant au niveau de l'élaboration, que de la fonctionnalisation jusqu'à la caractérisation  des composés. 
L'équipe travaille selon 3 axes de recherche:
- « Systèmes polymères fonctionnels » (SPF)
- « Réaction et résistance au feu » (R2fire), « Il s'agit d'un domaine de recherche pluridisciplinaire [...] qui représente un spectre de compétences unique à l’échelle internationale[10] »
- « Mécanique des systèmes macromoléculaires complexes » (MSMC)

### 5) Métallurgie physique et génie des matériaux (MPGM)
« L'équipe est issue de la fusion entre le Laboratoire de métallurgie physique et génie des matériaux (LMPGM, UMR CNRS 8517) et une équipe de céramistes, aujourd'hui constituée de deux MCF de l'Université de Lille qui faisaient partie du Laboratoire de structure et propriétés de l'état solide (LSPES UMR 8008). [...] l'équipe a été identifiée en tant que centre d'excellence par l'initiative nationale qui vise à structurer la discipline à l'échelle française ».
L’équipe développe les thèmes de recherche suivants :
- La physique des transformations de phase dans les alliages métalliques,
- L’élaboration et la caractérisation de matériaux métalliques (par exemple les Alliages à haute entropie),
- La fiabilité des alliages métalliques avec effet d'environnement (par exemple métal liquide),
- La caractérisation métallurgique de l'endommagent d'alliages métalliques soumis à différents types de sollicitation (dont fatigue oligocyclique).
- L’élaboration et la caractérisation de matériaux céramiques.

### 6) Processus aux Interfaces et Hygiène des Matériaux (PIHM)
L’équipe Processus aux Interfaces et Hygiène des Matériaux (PIHM) s’intéresse à la compréhension des phénomènes bio-adhésifs, se déroulant dans le secteur agroalimentaire lors de la transformation de produits issus de l’agriculture. 
et elle encadre de nombreux travaux de thèses (89 thèses jusqu'en 2013  et 10 recrutements Offres de thèses 2013, consulté 2014-03-03)

## Moyens expérimentaux
Le laboratoire bénéficie de nombreux équipements, et notamment de l'appui d'un centre commun de microscopie comprenant plusieurs microscopes électroniques à balayage et en transmission MEB et MET. Il fait également partie de la plateforme de Rayons X de l'institut Chevreul regroupant des appareils et banc de diffraction/diffusion des rayons X.